# World Popular Song Festival 1973
Het World Popular Song Festival 1973 was de vierde editie van het World Popular Song Festival. Het werd gehouden in Tokio, Japan van 16 tot 18 november 1973. Uiteindelijk werden Japan, Italië, de Verenigde Staten en het Verenigd Koninkrijk alle vier de winnaars van het festival.

## Deelnemende landen
31 landen van over de hele wereld hadden zich ingeschreven voor de vierde editie van het festival. Ook België en Nederland waren van de partij. Curaçao had zich na slechts één deelname al teruggetrokken.
België kon voor de eerste keer niet doorstoten tot de finale van het festival. Nederland haalde voor het derde jaar op rij de finale en eindigde op een achtste plaats.

## Overzicht

### Finale
| Plaats | Land                | Taal      | Artiest            | Lied                                         |
| ------ | ------------------- | --------- | ------------------ | -------------------------------------------- |
| 1      | Japan               | Japans    | Akiko Kosaka       | Anata                                        |
| 1      | Italië              | Italiaans | Gilda Giuliani     | Parigi a volte cosa fa                       |
| 1      | Verenigde Staten    | Engels    | Shawn Phillips     | All the kings and castles                    |
| 1      | Verenigd Koninkrijk | Engels    | Keeley Ford        | Head over heels                              |
| 5      | Polen               | Pools     | Urszula Sipińska   | Jest miejsce na ziemi                        |
| 6      | Japan               | Japans    | Koichi Ise & Manji | Sasurai no bigaku                            |
| 7      | Nieuw-Zeeland       | Engels    | Shona Laing        | Masquerade                                   |
| 8      | Nederland           | Engels    | Robert Long        | I believe in love                            |
| 9      | Frankrijk           | Engels    | Demis Roussos      | Happy to sing a song (Nai na na nai nai nai) |
| 10     | Frankrijk           | Frans     | Les Troubadours    | Je te verrai passer, je te reconnaîtrai      |
| 11     | West-Duitsland      | Duits     | Joy Fleming        | Ihr dürft die Augen nicht verschließen       |
| 12     | Verenigd Koninkrijk | Engels    | Shuki & Aviva      | Love is like                                 |
| 13     | Japan               | Japans    | Tsunehiko Kamijo   | Sayonara no sekai                            |
| 14     | Venezuela           | Spaans    | Neyda Perdomo      | El fulgor de una estrella                    |
| 15     | Japan               | Engels    | Ryoko Moriyama     | Sad morning                                  |

### Eerste halve finale
| Land                | Taal      | Artiest            | Lied                      | Resultaat      |
| ------------------- | --------- | ------------------ | ------------------------- | -------------- |
| Spanje              | Spaans    | Sharine            | Pequeña bibi              | uit            |
| België              | Engels    | Jeremiah           | Turn the dogs loose       | uit            |
| Venezuela           | Spaans    | Neyda Perdomo      | El fulgor de una estrella | gekwalificeerd |
| Verenigde Staten    | Engels    | Don Preston        | Oh, the sunshine          | uit            |
| Oostenrijk          | Duits     | Aniko Benkö        | Danke schön               | uit            |
| Joegoslavië         | Kroatisch | Sklavini           | Magija                    | uit            |
| Canada              | Engels    | Tim Ryan           | Sweet December            | uit            |
| Zwitserland         | Frans     | Eliane Dambre      | Une larme, un chagrin     | uit            |
| Japan               | Engels    | Okamoto & Band     | Like a violet             | uit            |
| Australië           | Engels    | Jamie Redfern      | Hitch a ride on a smile   | uit            |
| Polen               | Pools     | Urszula Sipińska   | Jest miejsce na ziemi     | gekwalificeerd |
| Verenigde Staten    | Engels    | Shawn Phillips     | All the kings and castles | gekwalificeerd |
| Japan               | Japans    | Koichi Ise & Manji | Sasurai no bigaku         | gekwalificeerd |
| Oost-Duitsland      | Duits     | Regina Thoss       | Das Lied vom Wiedersehen  | uit            |
| Nieuw-Zeeland       | Engels    | Shona Laing        | Masquerade                | gekwalificeerd |
| Verenigd Koninkrijk | Engels    | Keeley Ford        | Head over heels           | gekwalificeerd |
| Griekenland         | Engels    | Mariangela         | You were right            | uit            |
| Zuid-Afrika         | Engels    | Paul Andrews       | When I see a rainbow      | uit            |
| Nederland           | Engels    | Robert Long        | I believe in love         | gekwalificeerd |
| Hongkong            | Engels    | Baby Carmelita     | I'm alone again           | uit            |
| Japan               | Engels    | Ryoko Moriyama     | Sad morning               | gekwalificeerd |
| Verenigd Koninkrijk | Engels    | Janson             | I told you                | uit            |
| Frankrijk           | Frans     | Anne-Marie David   | Comme les anges           | uit            |

### Tweede halve finale
| Land                | Taal       | Artiest          | Lied                                         | Resultaat      |
| ------------------- | ---------- | ---------------- | -------------------------------------------- | -------------- |
| Sri Lanka           | Engels     | The Cats Eye     | The coconut man                              | uit            |
| Verenigde Staten    | Engels     | Lee Dresser      | Storms of troubled times                     | uit            |
| Japan               | Japans     | Akiko Kosaka     | Anata                                        | gekwalificeerd |
| Zweden              | Engels     | Bibi Johns       | Tomorrow I'll dream and remember             | uit            |
| Zuid-Vietnam        | Vietnamees | Thanh Lan        | Tuôî biêt buôñ                               | uit            |
| Turkije             | Engels     | Şenay            | Wish                                         | uit            |
| Argentinië          | Spaans     | Marcelo San Juan | Yo camine hasta el fin                       | uit            |
| Japan               | Engels     | Makiko Takada    | One string                                   | uit            |
| Spanje              | Spaans     | Los Chaqueños    | El gringo y mi tierra                        | uit            |
| Italië              | Italiaans  | Gilde Giuliani   | Parigi a volte cosa fa                       | gekwalificeerd |
| Frankrijk           | Engels     | Demis Roussos    | Happy to sing a song (Nai na na nai nai nai) | gekwalificeerd |
| Hongarije           | Hongaars   | Zsuzsa Koncz     | Hé, mama                                     | uit            |
| Indonesië           | Engels     | Broery Marantica | Love eternally                               | uit            |
| Filipijnen          | Engels     | Jose Mari Chan   | Can we just stop and talk a while?           | uit            |
| Mexico              | Spaans     | Veronica Castro  | Nunca imagine querer tanto                   | uit            |
| Finland             | Fins       | Markku Aro       | Elämää vain se ymmärtää                      | uit            |
| West-Duitsland      | Duits      | Joy Fleming      | Ihr dürft die Augen nicht verschließen       | gekwalificeerd |
| Japan               | Japans     | Tsunehiko Kamijo | Sayonara no sekai                            | gekwalificeerd |
| Frankrijk           | Frans      | Les Troubadours  | Je te verrai passer, je te reconnaîtrai      | gekwalificeerd |
| Verenigd Koninkrijk | Engels     | Shuki & Aviva    | Love is like                                 | gekwalificeerd |

1970 · 1971 · 1972 · 1973 · 1974 · 1975 · 1976 · 1977 · 1978 · 1979 · 1980 · 1981 · 1982 · 1983 · 1984 · 1985 · 1986 · 1987 · 1988 · 1989